# Старинець Євгеній Євгенійович
Євге́ній Євге́нійович Старинець (15 травня 1975 —  1 травня 2022) — менеджер, солдат, водій автомобільного відділення бригади ТрО Збройних сил України, учасник російсько-української війни, який загинув під час російського вторгнення в Україну.

## Життєпис
Народився 15 травня 1975 року в місті Вінниця.
Випускник Київського військового ліцею імені Івана Богуна.
Закінчив Київський університет ринкових відносин, Національну академію внутрішніх справ за спеціальністю правознавство, за кваліфікацією — юрист.
Працював на керівних посадах у багатьох підприємствах, у 2012 році прийшов у Черкаську обласну державну телерадіокомпанію, заступником генерального директора з фінансів.
Із грудня 2017 року до грудня 2019 року обіймав посаду менеджера філії АТ НСТУ «Черкаська регіональна дирекція» Суспільне Черкаси, до цього працював на посаді заступника директора філії з фінансових питань.
З початком російського вторгнення в Україну в 2022 році пішов до лав Черкаської ТРО.
Загинув 1 травня 2022 року під час відбиття наступу противника та обстрілу позицій, оборони зведеної групи управління поблизу міста Попасна Луганської області. Поховано в Черкасах.

## Нагороди
- орден «За мужність» III ступеня (2022) — за особисту мужність і самовіддані дії, виявлені у захисті державного суверенітету та територіальної цілісності України, вірність військовій присязі.[6]